# Tour Burana
Pour les articles homonymes, voir Burana.

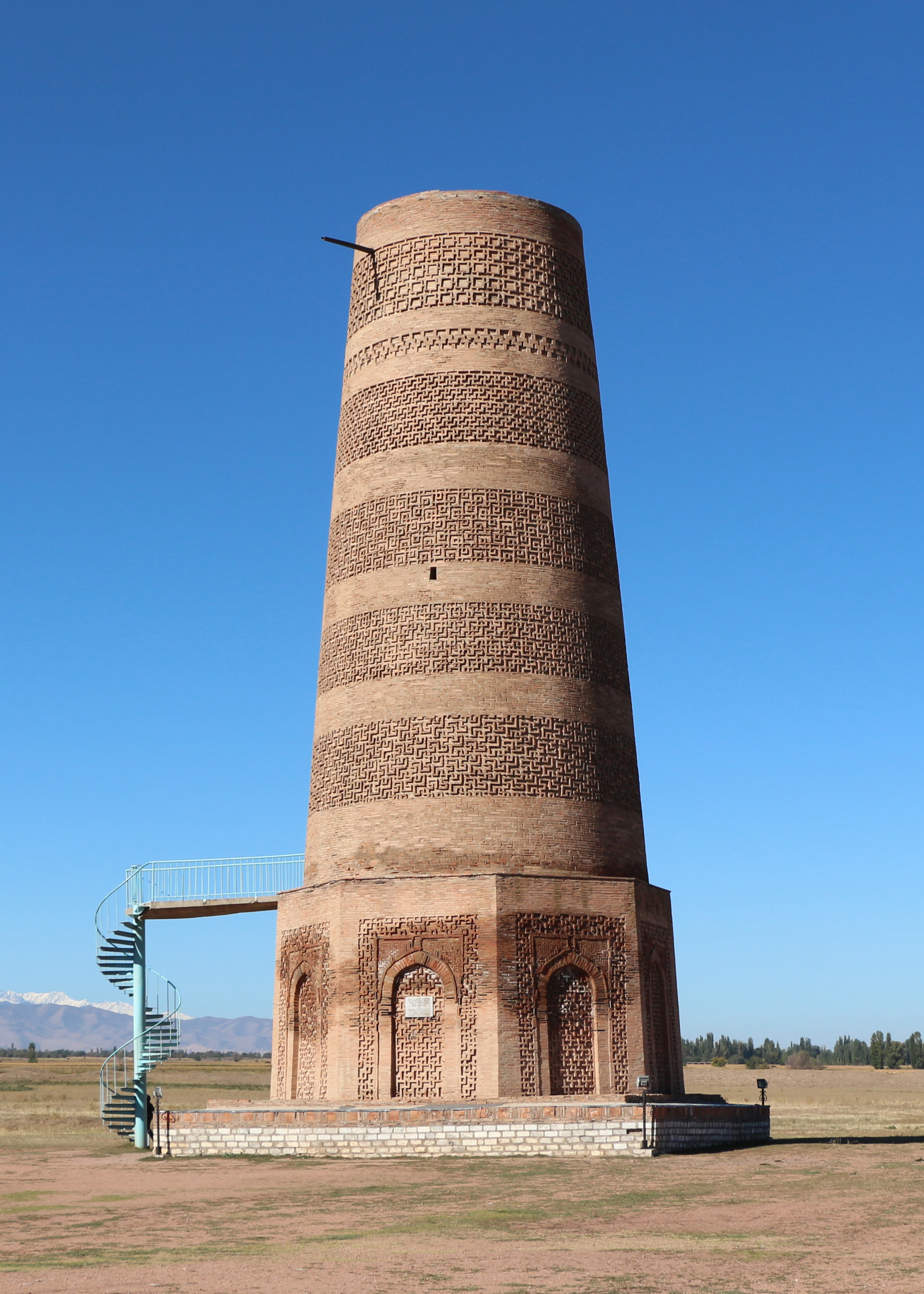
La tour Burana

La tour Burana est un minaret situé dans la vallée de Tchouï dans le nord du Kirghizistan, à environ 80 km à l'est de la capitale Bichkek, près de la ville de Tokmok. La tour, avec des marques de tombes, des terrassements, les vestiges d'un fort et de trois mausolées, sont les vestiges de Balasagun, ville disparue fondée par les Qarakhanides à la fin du IXe siècle.
L'ensemble du site, y compris les mausolées, les fondations du fort et les marques de tombes, a été aménagé en musée. Un petit bâtiment présente des informations historiques, ainsi que des artefacts trouvés sur le site et dans les environs.

## Architecture
Deux escaliers, extérieur et intérieur, permettent l'accès au sommet de la tour qui atteignait à l'origine 45 mètres de hauteur. Au fil des siècles, plusieurs tremblements de terre l'ont endommagée et le dernier gros tremblement de terre, au XIXe siècle, détruisit la moitié supérieure de la tour, qui n'atteint plus que 25 mètres. 
Une rénovation a été réalisée dans les années 1970 pour renforcer la structure et restaurer la face ouest de la tour qui menaçait de s'effondrer.

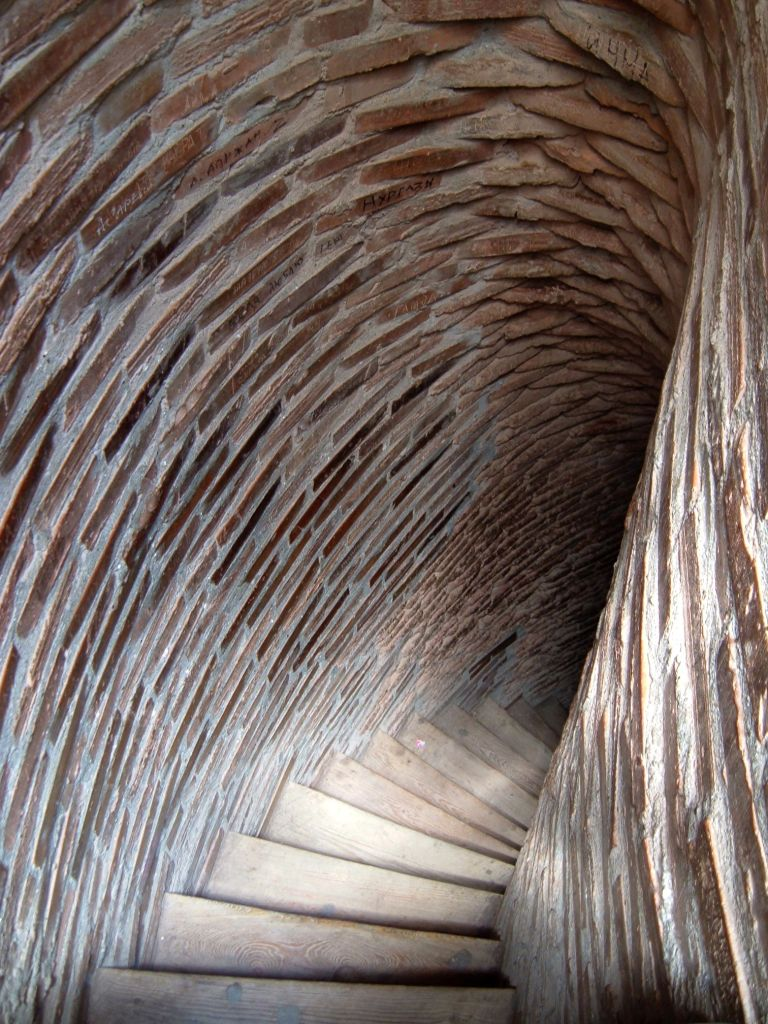
L'escalier intérieur de la tour Burana.

## Légende
Une légende liée à la tour raconte qu'une sorcière avertit un roi que sa fille mourrait quand elle aurait dix-huit ans. Pour lui éviter ce destin, le roi construisit une haute tour et y séquestra sa fille, l'empêchant de voir quiconque, à l'exception de la servante chargée de lui apporter sa nourriture. La princesse grandit et devint une belle jeune fille. Un jour, cependant, une araignée venimeuse cachée parmi les aliments mordit la jeune fille qui mourut ainsi à l'âge prédit de dix-huit ans.

## Personnes
- Yusuf Balasaghuni, connu pour avoir écrit le Qutadğu Bilig, est né à Balasagun au XIe siècle.